# Stanislav
Stanislav (eller Stanislaus) är ett slaviskt mansnamn.

## Personer med förnamnet
- Stanislaus av Kraków, biskop och helgon
- Stanisław I Leszczyński, kung av Polen
- Stanislas Wawrinka,  Schweizisk-tjeckisk tennisspelare